# Коларци
Коларци (болг. Коларци) — село в Болгарии. Находится в Добричской области, входит в общину Тервел. Население составляет 661 человек.

## Политическая ситуация
В местном кметстве Коларци, в состав которого входит Коларци, должность кмета (старосты) исполняет Фикрет Ешреф Мюрсел (Движение за права и свободы (ДПС)) по результатам выборов правления кметства.
Кмет (мэр) общины Тервел — Живко Жеков Георгиев (Болгарская социалистическая партия (БСП)) по результатам выборов в правление общины.